# Metroul din Rennes

Planul metroului din Rennes

Inaugurat la data de 15 martie 2002, metroul de la Rennes este un metrou automat de tip VAL (véhicule automatique léger - vehicul automat lejer) fabricat de Siemens Transportation Systems. Consistă într-o singură linie din nord-vestul orașului până în sud-estul acestuia, pe o lungime totală de 9,4 km cu 15 stații dintre care 13 subterane, între stația La Poterie în sud și stația JF Kennedy în nord trecând pe la gara SNCF și pe sub centrul orașului. De remarcat stația La Poterie concepută de renumitul arhitect Norman Foster, arhitectul podului Millennium Bridge din Londra, a noii clădiri a Reichstagului (clădirea parlamentului Germaniei) etc.
Sistemul este comandat de la un post de comandă centralizat de către minim patru persoane, situat în apropierea depoului de la Chantepie. Pentru supraveghere întreg sistemul este dotat cu 120 de camere video instalate în vagoane și în stații.
Serviciul este asigurat între 5:20 și 0:40 cu o frecvență între 3 și 7 minute (1 minute 35 la orele de vârf). Timpul de parcurgere a traseului este de 16 minute cu o viteză medie de 32 km/h. Toate stațiile sunt dotate cu ascensoare pentru a facilita accesul persoanelor cu mobilitate redusă.
Ramele de tren sunt de tip VAL 208, și la început sistemul avea în dotare 16 rame de câte două vehicule cu o greutate totală de 28 tone și o lungime de 26 m, având o capacitate maximă de 158 locuri (108 în picioare și 50 în șezut). La începutul lui 2005 au mai fost achiziționate încă 4 rame suplimentare, iar pentru începutul lui 2006 este prevăzută achiziționare a încă 4, ceea ce va permite scăderea intervalului dintre trenuri la 90 de secunde, din 60 posibile.

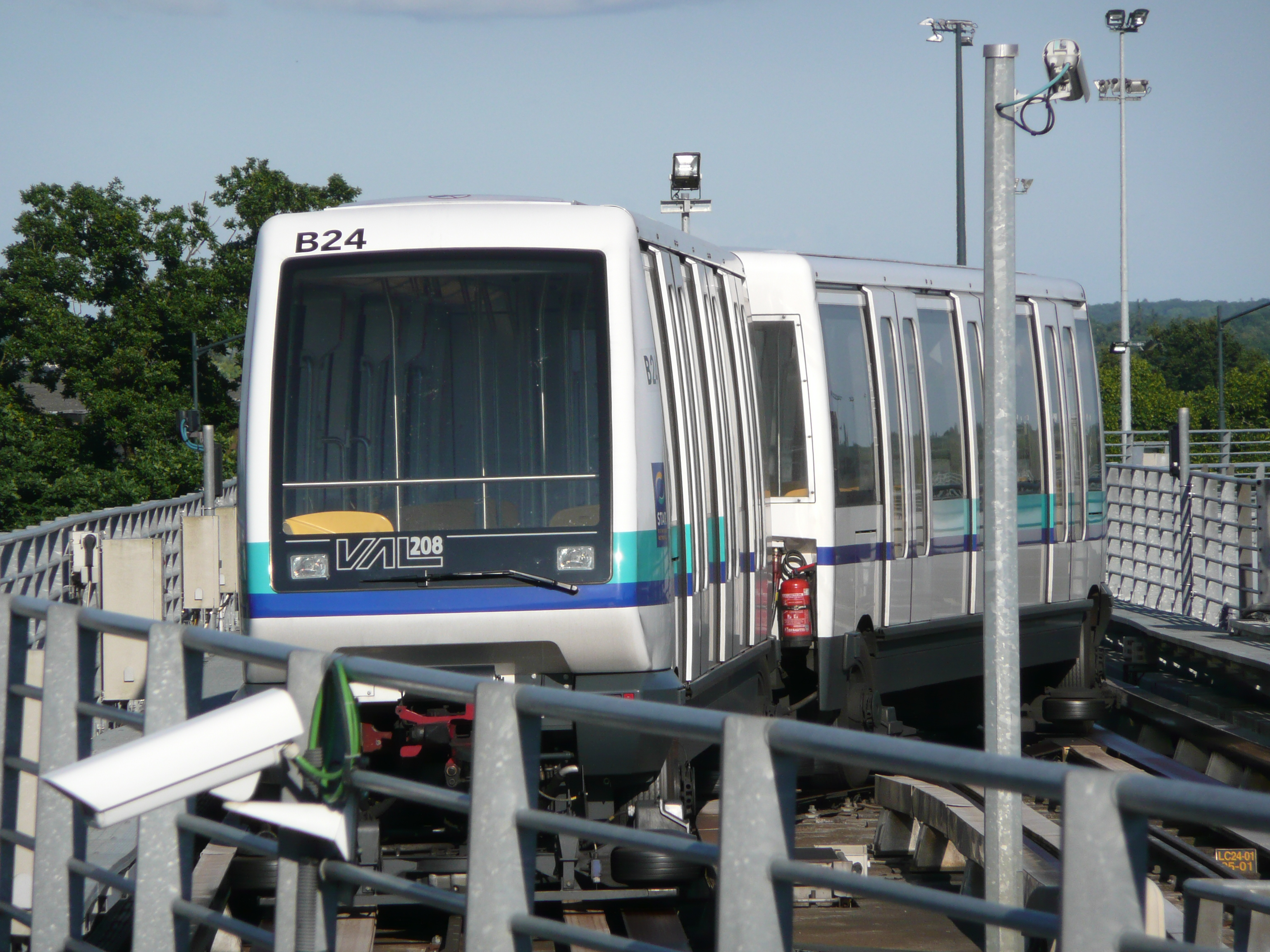

Rennes, un oraș cu 210.000 locuitori și cu 420.000 locuitori în aglomerația urbană, este cel mai mic oraș din lume care este dotat cu un sistem de metrou. Numărul mediu de pasageri prevăzut de 73.000 pe zi, a fost depășit, iar începând cu octombrie 2002 se înregistrează medii de peste 100.000, având un ritm crescător, ceea ce poate crea posibile saturări ale sistemului la orele de vârf.
Din ianuarie 2005, 3 parcări, din 5 prevăzute, au fost date în folosință oferind aproximativ 900 de locuri de parcare pentru legătura cu metroul, parcarea fiind gratuită pentru posesorii de bilete de călătorie. În 2006 se prevede finalizarea celorlalte două parcări ce aduc numărul de locuri de parcare disponibile la 1.700.
Exploatarea și întreținerea este efectuată de către STAR (Société des Transports d'Agglomeration Rennais - Societatea de Transport a Aglomerării Reneze) sub îndrumarea și supravegherea grupului Keolis (din cadrul grupului SNCF). Personalul total implicat în sistem este de 100 de persoane. Autoritatea responsabilă este Rennes-Métropole (Metropola Rennes), comunitatea aglomerației ce include 37 de comune. 
Lucrările au început la data de 7 ianuarie 1997, și au durat cinci ani, iar costul total al proiectului a fost de 2.942 miliarde de franci francezi (la valoarea din 1995), adică aproximativ 449 milioane de Euro. Proiectul a beneficiat de o subvenție din partea statului de 385 milioane de franci și de un împrumut de un miliard de franci din partea BEI (Banca Europeană de Investiții).
Printre principalele proiecte viitoare sunt în studiu două utilizări pentru sistemul VAL. Prima consistă în extinderea liniei pe direcția nord-est / sud-vest, prin intersectarea cu actuala linie la stația Gares. A doua consistă în prelungirea actualei linii sprea sud, până în localitatea Chantepie.

## Stații

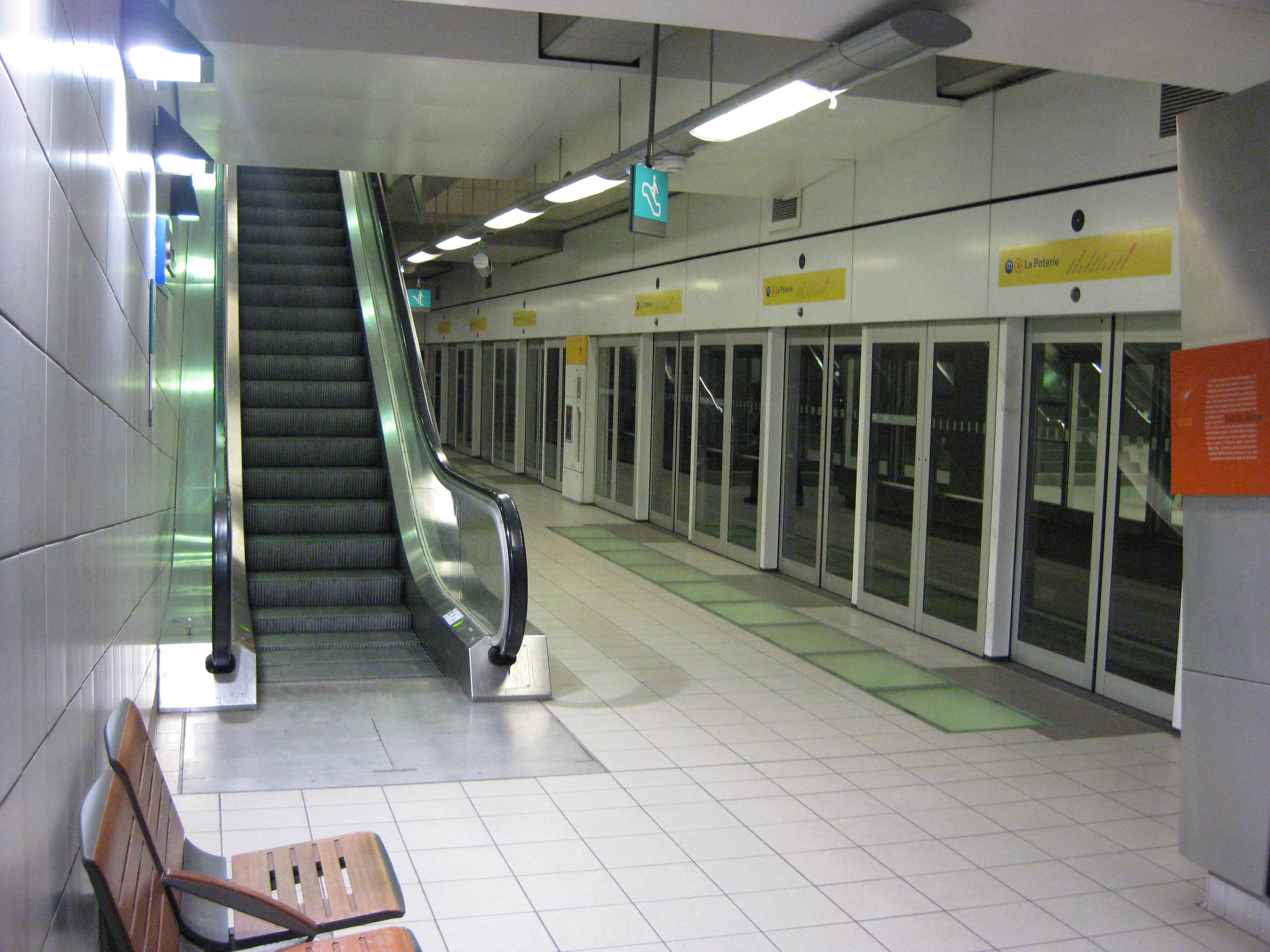
Statii Ste-Anne

1. J.F. Kennedy
2. Villejean-Université
3. Pontchaillou
4. Anatole France
5. Ste-Anne
6. République
7. Charles de Gaulle
8. Gares
9. Jacques Cartier
10. Clemenceau
11. Henri Fréville
12. Italie
13. Triangle
14. Le Blosne
15. La Poterie